# Teuku Umar
Teuku Umar (ur. 1854 w Meulaboh, zm. 11 lutego 1899 tamże) – przywódca aczińskich sił partyzanckich podczas wojny w Aceh. Pośmiertnie, w 1973 r., został uhonorowany tytułem Bohatera Narodowego Indonezji.